# 몰타 에어
몰타 에어(영어: Malta Air)는 몰타의 저비용 항공사다. 라이언에어와 몰타 정부의 합작 항공사다.